# Shéfa
Shéfa est l'une des six provinces du Vanuatu, définies en décembre 1994.
Elle est principalement constituée des îles Shepherd, de Epi et d'Éfaté
Sa population est d'environ 78 723 habitants (2009) pour une superficie de 1 455 km2.
Le centre administratif régional se situe à Port-Vila sur l'île d'Éfaté. Port-Vila est aussi la capitale de la république du Vanuatu.
Cette province a une dizaine de langues locales. Le bichlamar et l'anglais sont les deux langues véhiculaires. 